# Catherine Dulac

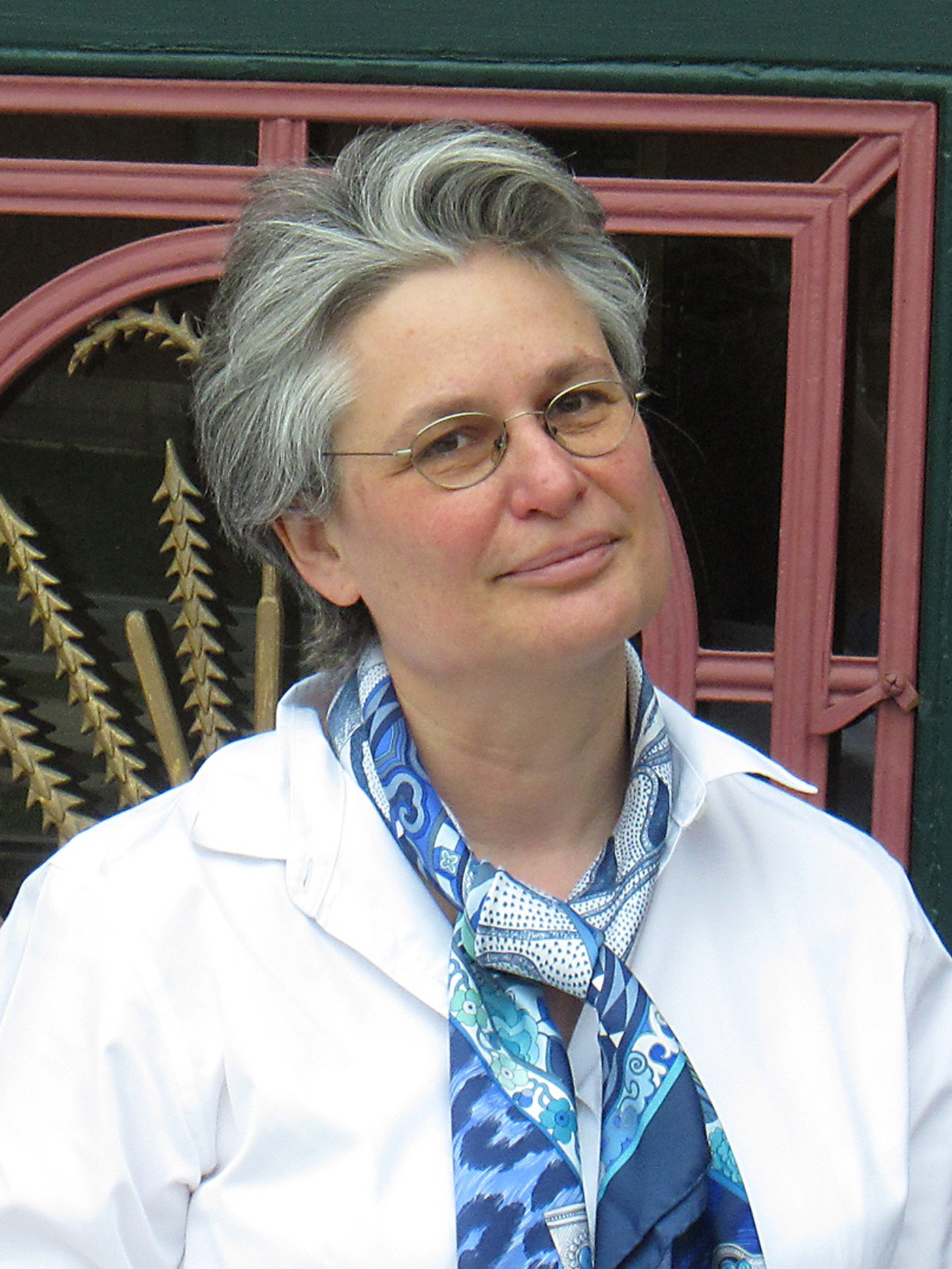
Catherine Dulac 2011

Catherine G. Dulac (* 1963) ist eine französisch-amerikanische Biologin, die durch ihre Forschung auf dem molekularbiologischen Gebiet des Geruchssinns bei Säugetieren, speziell in Bezug auf Pheromone, bekannt wurde. Sie entwickelte ein neuartiges Screeningverfahren auf der Basis von cDNA-Datenbanken von einzelnen Neuronen und eine neue Methode zum Klonen von Genen aus einzelnen Neuronen. Als Postdoktorandin entdeckte Dulac gemeinsam mit Nobelpreisträger Richard Axel die erste Familie von Säugetier-Pheromonrezeptoren. Dulac ist ein Howard Hughes Medical Investigator an der Harvard University.

## Biografie
Dulac wuchs in Montpellier auf und studierte an der École normale supérieure; 1991 promovierte sie zu einem Thema der Entwicklungsbiologie an der Universität von Paris. Ihre Dissertation trug den Titel Étude de la différenciation des cellules gliales dans le système nerveux périphérique. Sie arbeitete mit Nicole Le Douarin an Entwicklungsmechanismen und führte ihre Postdoc-Studien mit Richard Axel an der Columbia University durch. Dort identifizierte sie die ersten Gene, die Säugetier-Pheromonrezeptoren kodieren.
Dulac wechselte 1996 nach Harvard. Im Jahr 2000 wurde sie zur außerordentlichen Professorin und 2001 zur ordentlichen Professorin berufen. Sie ist derzeit Forscherin am Howard Hughes Medical Institute und war bis 2013 Vorsitzende des Harvard Department of Molecular and Cellular Biology. Auf sie folgte 2014 Alex Schier.

## Forschung
Catherine Dulac beschäftigt sich in ihrer Forschung mit zwei Gebieten.
Zum einen unternimmt die Arbeitsgruppe um Dulac Versuche, die molekulare, zelluläre und systemische Logik der neuronalen Schaltkreise zu verstehen, um deren Verhalten bei der Pheromon-Signalisierung besser einordnen zu können. Fragestellungen dabei sind z. B. die Natur der Pheromone und der Rezeptoren oder die neuronale Entwicklung der Verbindung von Riechzellen und dem Gehirn.
Weiterhin arbeitet Dulac auf dem Gebiet der genomischen Prägung im Gehirn und der epigenetischen Veränderungen, einerseits bei der Entwicklung des Gehirns und andererseits beim Gehirn des erwachsenen Individuums. Die Ergebnisse zeigen, dass die Prägung einen wichtigen Faktor bei der epigenetischen Veränderung darstellt. Dulac verwendet dabei molekulare, genetische und elektrophysiologische Methoden.
Weiterhin erforschte Dulac in früheren Arbeiten eine neue Strategie zum Klonen von cDNA, womit sie eine neue Pheromon-Familie im Vomeronasalen Organ charakterisieren konnte. Weiterhin entdeckte sie Moleküle, die für die Pheromonerkennung zuständig sind und erforschte molekulare Strategien, um Rezeptorsignale im Vomeronasalen Organ deuten zu können.

## Veröffentlichungen (Auswahl)
- Tali Kimchi, Jennings Xu, Catherine Dulac: A functional circuit underlying male sexual behaviour in the female mouse brain. In: Nature. Band 448, Nr. 7157, 2007, S. 1009–1014, doi:10.1038/nature06089.
- Ian Tietjen, Jason M. Rihel, Yanxiang Cao, Georgy Koentges, Lisa Zakhary, Catherine Dulac: Single-cell transcriptional analysis of neuronal progenitors. In: Neuron. Band 38, Nr. 2, 24. April 2003, ISSN 0896-6273, S. 161–175, PMID 12718852.
- E. Pantages, C. Dulac: A novel family of candidate pheromone receptors in mammals. In: Neuron. Band 28, Nr. 3, 1. Dezember 2000, ISSN 0896-6273, S. 835–845, PMID 11163270.
- E. R. Liman, D. P. Corey, C. Dulac: TRP2: A candidate transduction channel for mammalian pheromone sensory signaling. In: Proceedings of the National Academy of Sciences. Band 96, Nr. 10, 11. Mai 1999, ISSN 0027-8424, S. 5791–5796, PMID 10318963.
- L. Belluscio, G. Koentges, R. Axel, C. Dulac: A map of pheromone receptor activation in the mammalian brain. In: Cell. Band 97, Nr. 2, 16. April 1999, ISSN 0092-8674, S. 209–220, PMID 10219242.
- Catherine Dulac, Richard Axel: A novel family of genes encoding putative pheromone receptors in mammals. In: Cell. Band 83, Nr. 2, 20. Oktober 1995, ISSN 0092-8674, S. 195–206, PMID 7585937.
- Sex and the single splice. In: Cell. Band 121, Nr. 5, 3. Juni 2005, ISSN 0092-8674, S. 664–666, doi:10.1016/j.cell.2005.05.017, PMID 15935752.
- mit B. Grothe: Editorial: Sensory Systems. In: Current Opinion in Neurobiology. Band 14, 2004, S. 403–406.
- mit A. T. Torello: Molecular Detection of Pheromone Signals in Mammals: From Genes to Behaviour. In: Nature Reviews Neuroscience. Band 4, 2003, S. 1–13.
- The Physiology of Taste, Vintage 2000. In: Cell Band 100, 2000, S. 607–610.

## Auszeichnungen
- 1998 Searle Scholar[3]
- 2004 Mitglied der American Academy of Arts and Sciences[3][6]
- 2006 Richard Lounsbery Award[3][7]
- 2007 Mitglied der Académie des sciences[3][8]
- 2009 Fellow der American Association for the Advancement of Science[9]
- 2010 Perl-UNC Neuroscience Prize[10]
- 2012 Neuronal Plasticity Prize[11]
- 2015 Mitglied der National Academy of Sciences[12]
- 2015 Pradel Research Award[13]
- 2019 Mitglied der American Philosophical Society
- 2019 Ralph-W.-Gerard-Preis
- 2021 Breakthrough Prize in Life Sciences